# حلى الكموسات
حلى من المطبخ المغربي، تقدّم عادةً مع الشاي وتحضّر من الدقيق، السكر، الزيت، ماء الزهر والملح. أما الحشوة فتحضّر من اللوز المقلي والمطحون، الزبدة، المسكة، ماء الزهر وقشر الحامض المبشور.
تحتوي قطعة الكموسات (30غ تقريباً) على المعلومات الغذائية التالية:
- السعرات الحرارية: 99
- الدهون: 6
- الدهون المشبعة: 1
- الكوليسترول: 1
- الكاربوهيدرات: 8
- البروتينات: 3